# Lucernate
Lucernate (Lusernaa in dialetto milanese) è una frazione del comune di Rho nella città metropolitana di Milano, posta a sudovest del centro abitato, verso Cornaredo.

## Storia
Fu un antico comune del Milanese.
Registrato agli atti del 1751 come un borgo di 100 abitanti, in base al censimento voluto nel 1771 dall'imperatrice Maria Teresa, Lucernate contava 160 anime. Alla proclamazione del Regno d'Italia nel 1805 risultava avere 184 abitanti. Nel 1809 fu soppresso con regio decreto di Napoleone ed annesso a Pregnana, a sua volta poi inglobata da Cornaredo nel 1811.
Il comune di Lucernate fu quindi ripristinato con il ritorno degli austriaci, che nel 1843 lo rinforzarono incorporandogli il borgo di Castellazzo, tanto da giungere a ben 423 abitanti nel 1853 e 541 nel 1861. Con il passare degli anni la popolazione comunale continuò poi a salire, fino a giungere a quota 952 nel 1921. Fu infine Mussolini a decretare la soppressione dell'autonomia comunale lucernatese nel 1928 anche se stavolta, a differenza del periodo napoleonico, il territorio fu annesso a Rho.